# Одеса (футзальний клуб)
Одеса  — український футзальний клуб з однойменного міста. У сезонах 2007/08 та 2008/09 років виступав у Вищій футзальній лізі України.

## Хронологія назв
- 2005: «Марріон» (Одеса)
- 2009: клуб розформовано
- 2010: МФК «Одеса»
- 2015: клуб розформовано

## Історія
Футзальний клуб «Марріон» засновано 2005 року в Одесі. У сезоні 2005/06 команда дебютувала в турнірі найсильніших команд Одеської Бізнес Ліги, а в сезоні 2006/07 років стала її переможцем. Влітку 2007 року команда підсилена гравцями молодіжного клубу «Локомотив», який за спонсорської підтримки «Марріона» виграв Першу лігу. У сезоні 2007/08 років «Марріон» дебютував у Вищій лізі, зайняв 4 місце. Після завершення сезону 2008/09 років клуб відмовився від подальших виступів через фінансові проблеми. Після року відсутності, у 2010 році відновив свою діяльність вже під назвою МФК «Одеса» й знову стартував у Першій лізі. Грав у Першій лізі до завершення сезону 2014/15 років. Після цього клуб через фінансові проблеми відмовився від подальших виступів та був розформований. Більшість гравців команди перейшли до клубу «Делівері», який щойно переїхав з Донецька до Одеси.

## Клубні кольори, форма
| Червоний | Синій |

Домашні матчі гравці клубу зазвичай проводили в білій формі.

## Досягнення
- Екстра-ліга України
  - 4-те місце (1): 2007/08

- Кубок України
  - 1/4 фіналу (1): 2007/08

- Перша ліга України
  -  Срібний призер (1): 2016/17

## Стадіон
Свої домашні матчі клуб проводив в одеських залах УСЗ «Краян» (1000 глядачів) та СК СКА (500 глядачів).

## Спонсори
- «Марріон»

## Відомі гравці
- Олег Безуглий
- Олександр Шамотій
- Микола Воронюк
- Кирило Красій
- Костянтин Стародубовський
- Володимир Трибой

## Відомі тренери
- Валерій Водян (2011–2012)